# Laurent Monsengwo Pasinya
Laurent Monsengwo Pasinya (ur. 7 października 1939 w Mongobele, zm. 11 lipca 2021 w Paryżu) – kongijski duchowny rzymskokatolicki, doktor egzegezy biblijnej, biskup pomocniczy Inongo w latach 1980–1981, biskup pomocniczy kisangani w latach 1981–1988, przewodniczący Konferencji Episkopatu Kongo w latach 1984–1992 i 2004–2008, arcybiskup metropolita kisangani w latach 1988–2007, przewodniczący Sympozjum Konferencji Episkopatów Afryki i Madagaskaru (SECAM) w latach 1997–2003, arcybiskup metropolita kinszaski w latach 2007–2018, kardynał prezbiter od 2010, członek Rady Kardynałów w latach 2013–2018, od 2018 arcybiskup senior archidiecezji kinszasy.

## Życiorys
W 1960 rozpoczął studia teologiczne na Papieskim Uniwersytecie Urbaniana w Rzymie, uzyskując licencjat w 1964. Następnie doktoryzował się z egzegezy biblijnej na Papieskim Instytucie Biblijnym. Święcenia prezbiteratu otrzymał 21 grudnia 1963 z rąk kardynała Grzegorza Piotra XV Agagianiana. Po święceniach był przez wiele lat wykładowcą na Uniwersytecie w Kinszasie.
13 lutego 1980 papież Jan Paweł II prekonizował go biskupem pomocniczym Inongo ze stolicą tytularną Aquae Novae in Proconsulari. 4 maja 1980 otrzymał święcenia biskupie, a udzielił mu ich sam papież podczas papieskiej mszy w Kinszasie, w trakcie swojej pielgrzymki do Afryki (1980). Jako zawołanie biskupie przyjął słowa „In fide veritatis” (W wierze prawdy).
7 kwietnia 1981 papież mianował go biskupem pomocniczym Kisangani.
W latach 1984–1992 i 2004–2008 był przewodniczącym Konferencji Episkopatu Kongo.
1 września 1988 papież podniósł go do godności arcybiskupa metropolity Kisangani. 29 czerwca 1989 w bazylice św. Piotra na Watykanie otrzymał od papieża paliusz metropolitalny.
W latach 1997–2003 był przewodniczącym Sympozjum Konferencji Episkopatów Afryki i Madagaskaru.
6 grudnia 2007 papież Benedykt XVI przeniósł go na stolicę metropolitalną archidiecezji Kinszasy. Archidiecezję przejął kanonicznie 2 lutego 2008, a także odbył ingres do katedry Najświętszej Marii Panny. 29 czerwca 2008 w bazylice św. Piotra na Watykanie otrzymał od papieża paliusz metropolitalny. 1 listopada 2018 papież przyjął jego rezygnację z obowiązków arcybiskupa metropolity Kinszasy.
20 października 2010 podczas modlitwy Anioł Pański papież Benedykt XVI ogłosił, że mianował go kardynałem. 20 listopada 2010 na konsystorzu w bazylice św. Piotra kreował go kardynałem prezbiterem, a jako kościół tytularny nadał mu S. Maria „Regina Pacis” in Ostra mare. 22 stycznia 2011 uroczyście objął swój kościół tytularny w Rzymie. Brał udział w konklawe 2013, które wybrało papieża Franciszka (Jorge Mario Bergoglio). 7 października 2019 w związku z ukończeniem 80 lat utracił prawo do udziału w konklawe.
Decyzją papieża Franciszka od 13 kwietnia 2013 do 12 grudnia 2018 był członkiem grupy dziewięciu kardynałów doradców (Rada Kardynałów), którzy służą radą Ojcu Świętemu w zarządzaniu Kościołem i w sprawach reformy Kurii Rzymskiej.